# Dunajská Lužná
Dunajská Lužná é um município da Eslováquia, situado no distrito de Senec, na região de Bratislava. Tem 26,95 km² de área e sua população em 2019 foi estimada em 7117 habitantes.

## Demografia
| Ano:        | 1994 | 2004    | 2014    | 2024    |
| ----------- | ---- | ------- | ------- | ------- |
| Broj ljudi: | 2808 | 3136    | 5536    | 8096    |
| Razlika:    |      | +11,68% | +76,53% | +46,24% |

| Ano:               | 2023 | 2024   |
| ------------------ | ---- | ------ |
| Número de pessoas: | 8014 | 8096   |
| Diferença:         |      | +1,02% |